# کوه کروزنشترن
کوه کروزنشترن (انگلیسی: Mount Kruzenshtern) یک کوه در استان آرخانگلسک کشور روسیه است.